# Eudoxia (esposa de Constantino V)
Eudoxia (en griego Ευδοκία) fue la tercera emperatriz consorte del emperador Constantino V. De acuerdo con la crónica de Teófanes el Confesor, Eudoxia era cuñada de Miguel Meliseno, strategos del Thema Anatólico; lo que convierte a Eudoxia en tía materna de Teodoro I de Constantinopla.

## Emperatriz
Constantino V fue emperador desde 741. Su primera mujer, Tzitzak dio a luz a su único hijo conocido, León IV el Jázaro, el 25 de enero de 750. No vuelve a haber mención sobre ella en el año siguiente, cuando Constantino debió casarse con María. Lynda Garland ha sugerido que Irene debió morir a causa del parto.
María murió sin hijos al poco del matrimonio. Aunque el año de la boda de Constantino y Eudoxia es desconocido debió ser entre finales de 751 y 769. De acuerdo con Teófanes, Constantino la nombró Augusta el 1 de abril de 769. Al año siguientes sus dos hijos mayores fueron nombrados Césares y el tercero fue nombrado nobilissimus, por tanto estas ceremonias debieron tomar lugar bastante tiempo después de las nupcias.
Teófanes apuntó a que el tercer matrimonio del emperador es algo inusual. Sobre el matrimonio de León VI el Sabio con su tercera esposa, Eudoxia Bayana, en 900, George Ostrogorsky apuntó que dicha tercera unión había sido ilegal bajo el derecho romano y contrario a las prácticas de la Iglesia Ortodoxa de Oriente en esa época. Esto podría referirse también al matrimonio de Eudoxia.
Constantino era un ferviente iconoclasta, así que dio lugar a la iconoclasia en monasterios y fortalezas. Al referirse a la emperatriz Eudoxia, se la destaca como la generosa benefactora del monasterio de Santa Antusa de Mantenion, por la cual su hija recibió su nombre; esto implica que posiblemente Eudoxia no compartiera la ideología de su marido. Constantino estaba haciendo una campaña contra Telerig de Bulgaria cuando él murió el 14 de septiembre de 775. Se desconoce si Eudoxia sobrevivió o no a su marido.

## Hijos
Eudoxia y Constantino V tuvieron seis hijos:
- Nicéforo. Nombrado César en 769. Teófanes registró varias conjuras contra los emperadoradores: Primero, en mayo de 776,contra su medio hermano León IV, por lo que fue flagelado y exiliado; más tarde lo volvió a intentar en septiembre de 780 contra su cuñada, la emperatriz regente Irene, quien le exilió en un monasterio; en tercer lugar, contra su sobrino Constantino VI en agosto del 792, por lo que fue cegado y confinado en una residencia imperial; lo intentó una cuarta vez en octubre de 797, de nuevo contra Irene, ahora una usurpadora que le exilió a Atenas; por último se enfrentó a Miguel I Rangabé en 812, por lo que fue exiliado en un lugar llamado Aufosia, en el Mar de Mármara. No volvió a intentarlo después de esto.
- Cristián. Presumiblemente el segundo hijo. Nombrado César en 769. Teófanes afirma que apoyó a su hermano en algunas de sus conjuras. Exiliado en un monasterio de 780. Le cortaron la lengua en 792. Fue cegado en 799.
- Niketas. Presumiblemente el tercer hijo. Llamado nobilissimus en 769. Exiliado en un monasterio de 780. Le cortaron la lengua en 792. Fue cegado en 799.
- Anthimos. Presumiblemente el cuarto hijo. Llamado nobilissimus por su medio hermano León IV en 775. Exiliado en un monasterio de 780. Le cortaron la lengua en 792. Fue cegado en 799.
- Eudokimos. Presumiblemente el quinto hijo. Llamado nobilissimus por su medio hermano León IV en 775. Exiliado en un monasterio de 780. Le cortaron la lengua en 792. Fue cegado en 799.
- Santa Antusa la menor (757–809). Monja. Rechazó la oferta de compartir la regencia con Irene durante la minoría de Constantino VI.[4]